# No More Hell to Pay
No More Hell to Pay (No Más Infierno que Pagar) es el décimo álbum de estudio de la banda estadounidense de metal cristiano y hard rock Stryper. Fue publicado originalmente bajo la casa discográfica italiana Frontiers Records el 5 de noviembre de 2013. Fue producido una vez más por su líder Michael Sweet, quien además compuso once de las doce canciones del disco. La edición para Japón presenta como bonus track una versión orquestal del clásico "First Love" de 1985.
Con un estilo musical particularmente potente, supone el primer álbum de estudio en más de cuatro años con material totalmente inédito, desde su distante antecesor Murder by Pride (2009). En una entrevista con la página MetalExiles, Sweet declaró que en la composición del álbum la banda trató de lograr un sonido más pesado, influencia que recuerda a Iron Maiden, Judas Priest y Van Halen.

## Lista de canciones
Todas las canciones escritas por Michael Sweet excepto donde se indica.

Todas las canciones escritas y compuestas por Michael Sweet unless noted below. 
| N.º | Título                  | Escritor(es)                | Duración |  |
| 1.  | «Revelation»            |                             | 4:31     |  |
| 2.  | «No More Hell to Pay»   | Michael Sweet, Robert Sweet | 5:07     |  |
| 3.  | «Saved by Love»         |                             | 3:08     |  |
| 4.  | «Jesus Is Just Alright» | Arthur Reid Reynolds        | 5:10     |  |
| 5.  | «The One»               |                             | 4:11     |  |
| 6.  | «Legacy»                |                             | 4:15     |  |
| 7.  | «Marching Into Battle»  |                             | 4:45     |  |
| 8.  | «Te Amo»                |                             | 4:17     |  |
| 9.  | «Sticks & Stones»       |                             | 4:21     |  |
| 10. | «Water Into Wine»       |                             | 3:42     |  |
| 11. | «Sympathy»              |                             | 4:13     |  |
| 12. | «Renewed»               |                             | 4:21     |  |

### Bonus track
| Japanese edition |                                  |              |          |  |
| N.º              | Título                           | Escritor(es) | Duración |  |
| 13.              | «First Love (Versión orquestal)» |              | 4:20     |  |

## Personal
- Michael Sweet - Vocales, guitarra
- Robert Sweet - Batería
- Oz Fox – Guitarra principal, coros
- Tim Gaines – Bajo

## Posiciones en listas
| Lista                                 | Máxima osición |
| ------------------------------------- | -------------- |
| Estados Unidos (Billboard 200)        | 35             |
| Estados Unidos (Christian Albums)     | 2              |
| Estados Unidos (Top Hard Rock Albums) | 3              |
| Estados Unidos (Independent Albums)   | 6              |
| Estados Unidos (Top Rock Albums)      | 6              |